# Jonathan Mogbo
Jonathan Michael Mogbo (West Palm Beach, 29 de outubro de 2001) é um jogador norte-americano de basquete profissional que atualmente joga no Toronto Raptors da National Basketball Association (NBA).
Ele jogou basquete universitário pelo Independence Community College, Northeastern Oklahoma A&M College, Missouri State e Universidade de São Francisco.

## Início da vida e carreira no ensino médio
Mogbo cresceu em Wellington, Flórida, e frequentou a Forest Hill Community High School. Sua mãe é jamaicana e seu pai é de descendência nigeriana.

## Carreira universitária
Mogbo não recebeu ofertas de bolsa de estudos da Divisão I na NCAA e iniciou sua carreira no basquete universitário no Independence Community College. Ele se transferiu para o Northeastern Oklahoma A&M College antes do início de sua segunda temporada. Mogbo teve médias de 14,3 pontos, 10,3 rebotes e 1,4 bloqueios nesse ano.
Mogbo se transferiu para a Missouri State para sua terceira temporada. Ele foi o ala-pivô titular da equipe e teve médias de 8 pontos, 7 rebotes, 1,4 assistências, 1,3 roubos de bola e 1,1 bloqueios. Após a temporada, Mogbo entrou no portal de transferências da NCAA.
Mogbo acabou se transferindo para a Universidade de São Francisco. Ele foi nomeado o Novato do Ano e para a Primeira-Equipe da da West Coast Conference (WCC) após ter médias de 14,2 pontos e 10,1 rebotes, a maior da conferência. Após a temporada, Mogbo declarou sua inscrição para o draft da NBA de 2024 e reentrou no portal de transferências da NCAA. Ele optou por permanecer no draft e abrir mão de sua temporada restante de elegibilidade universitária.

## Carreira profissional

### Toronto Raptors (2024–Presente)
Em 27 de junho de 2024, Mogbo foi selecionado pelo Toronto Raptors como a 31ª escolha geral no draft da NBA de 2024 e, em 4 de julho, ele assinou contrato de 3 anos e US$6.1 milhões com a equipe.

## Estatísticas da carreira

### Universitário
| Ano      | Equipe                    | PJ  | PT  | MPJ  | AP   | 3P   | LL   | RT   | AS  | BR  | TO  | PPJ  |
| -------- | ------------------------- | --- | --- | ---- | ---- | ---- | ---- | ---- | --- | --- | --- | ---- |
| 2020–21  | Independence CC           | 23  | 13  | 22.7 | .497 | .250 | .614 | 5.9  | 2.1 | 1.2 | 1.9 | 8.1  |
| 2021–22  | Northeastern Oklahoma A&M | 30  | 29  | 30.1 | .497 | .346 | .652 | 10.3 | 3.3 | 1.8 | 1.4 | 14.3 |
| 2022–23  | Missouri State            | 30  | 28  | 24.4 | .589 | —    | .432 | 7.0  | 1.4 | 1.3 | 1.1 | 8.0  |
| 2023–24  | San Francisco             | 34  | 34  | 28.9 | .636 | .000 | .692 | 10.1 | 3.6 | 1.6 | .8  | 14.2 |
| Carreira | Carreira                  | 117 | 104 | 26.5 | .554 | .198 | .597 | 8.3  | 2.6 | 1.4 | 1.3 | 11.1 |

Fonte: